# فرنسيس كزافييه إروين
فرنسيس كزافييه إروين (بالإنجليزية: Francis Xavier Irwin)‏ هو كاهن كاثوليكي أمريكي، ولد في 9 يناير 1934 في ميدفورد في الولايات المتحدة.